# ويلبر روس
ويلبر لويس روس الابن (بالإنجليزية: Wilbur Ross)‏ (وُلِدَ في الثامن عشر من نوفمبر عام 1937) هو مستثمر ورجل أعمال أمريكي، وزير التجارة الأمريكي السابق، وهو عضو في الحزب الجمهوري، شَغلَ روس سابقًا منصب رئيس مجلس الإدارة والرئيس التنفيذي لشركة «دبليو إل روس وشركاؤه» منذ عام 2000 وحتى عام 2017.
قبل تأسيس شركة «دبليو إل روس وشركاؤه»، أدار روس عملية هيكلة شركة «إن إم روثشيلد وسونز» بعد إفلاسها في نيويورك في بداية أواخر السبعينات، لكنه غادرها في أبريل من العام 2000 ليؤسس شركة «دبليو إل روس وشركاؤه». كان روس مصرفيًا معروفًا بشراء وإعادة هيكلة الشركات الفاشلة في صناعات مثل الصلب، والفحم، والاتصالات والمنسوجات، وبيعهم لاحقًا لتحقيق ربح بعد تحسن العمليات، مما أكسبه لقب «ملك الإفلاس» بسبب سجله في شراء الشركات المُفلسة. كان روس رئيسًا أو مديرًا لأكثر من مائة شركة تعمل في أكثر من 20 دولة مختلفة.
كان روس، الذي صنّفته أسواق بلومبيرج كأحد أكثر 50 شخصًا تأثيرًا في إدارة الشؤون المالية العالمية، مستشار عمدة مدينة نيويورك رودي جولياني في الخَصخَصة، وعينه الرئيس بيل كلينتون في مجلس إدارة صندوق الاستثمار الروسي الأمريكي.
في 30 نوفمبر عام 2016، أعلن الرئيس المنتخب آنذاك دونالد ترامب أنه سيُرشح روس ليكون وزير التجارة الأميركي. في 27 فبراير عام 2017، أكدّ مجلس الشيوخ فوز ويلبر روس كوزير للتجارة في الولايات المتحدة بفارق 72-27 نقطة. أدى اليمين الدستورية في 28 فبراير عام 2017، وأصبح أقدم رئيس وزراء مُعين في تاريخ الولايات المتحدة بعمر 79 عامًا.

## النشأة والتعليم
وُلِدَ روس في 28 نوفمبر 1937 في ويهاوكين بولاية نيو جيرسي، ونشأ في شمال بيرغن بولاية نيو جيرسي. كان والده، الذي يُدعى ويلبر لويس روس محاميًا وأصبح فيما بعد قاضيًا، وكانت والدته، التي تُدعى أغنيس (وُلِدَت في أونيل)، وهي من أحفاد الشعب الأيرلندي، من الطلاب المتفوقين في أكاديمية القلب المقدس في هوبكين، وعلّمت الصف الثالث في شمال بيرغن لمدة 40 عامًا.
درس روس في مدرسة كزافييه الثانوية، وهي مدرسة كاثوليكية إعدادية جامعية في مانهاتن. وكان قائداً لكتيبة الرماة. تخرّج عام 1955. وفي عام 1959 حصل على درجة البكالوريوس من جامعة ييل، نفس الجامعة التي ارتادها والده. وفي جامعة ييل، حرر روس إحدى المجلات الأدبية وعمل في محطة الإذاعة، كان حلمه أن يصبح كاتبًا، التحق بمساق للغة الإنجليزية، إذ تعيّن عليه كتابة ألف كلمة في الساعة العاشرة من صباح كل يوم؛ وبعد أسبوعين، نفذت منه الأفكار فانسحب وترك المساق. ساعده مستشاره في كلية ييل في الحصول على أول وظيفة له في فصل الصيف في بورصة نيويورك. وفي عام 1961، حصل على درجة الماجستير في إدارة الأعمال من كلية هارفارد للأعمال.

## مهنة الأعمال التجارية

### بداية الحياة المهنية
في عام 1963، انضم إلى ما أصبح لاحقًا شركة «وود، ستروثرز ووينثروب». وهناك قام بتسديد ديون محفظة الشركة التابعة لرأس المال الاستثماري. ثم عمل في شركة «فولكنر، دوكينز وسوليفان»، وهي شركة بحثية مؤسسية متخصصة في الأوراق المالية، حيث تولى منصب رئيس عملياتها المصرفية الاستثمارية. بِيعَت الشركة إلى ما أصبح يعرف اليوم باسم «شيرسون ليمان».

### استثمارات روثشيلد
في عام 1976، بدأ روس عمله لمدة 24 عامًا مع مكتب مدينة نيويورك لشركة «روثشيلد وشركاؤه»، حيث مارس عمله كاستشاري لإعادة هيكلة الشركة بعد الإفلاس. وبحلول عام 1998، كان روس مُشاركًا في ثمانية من أكبر 25 حالة إفلاس حتى يومنا هذا، بما في ذلك شركة «دريكسيل بورنهام لامبرت»، وشركة «تيكساكو»، والخدمة العامة في نيوهامبشاير (الآن اسمها إيفرسورسون إنرجي)، والخطوط الجوية الشرقية.
في ثمانينات القرن العشرين، كانت كازينوات دونالد ترامب الثلاثة في مدينة أتلانتيك سيتي مهددة بحبس الرهن من المُقرضين. وكان روس آنذاك المدير الإداري الأول لشركة «روثشيلد وشركاؤه». أقنع روس إلى جانب كارل إيكان، حاملي السندات بإبرام اتفاق يسمح لترامب بإبقاء سيطرته على الكازينوات.

## روابط خارجية
- ويلبر روس على موقع مونزينجر (الألمانية)
- ويلبر روس على موقع إن إن دي بي (الإنجليزية)